# Пружанське лісничество
Пружа́нське лісни́чество (рос. Пружанское лесничество, ерз. Пружанскяй лесничества) — селище у складі Зубово-Полянського району Мордовії, Росія. Входить до складу Потьминського міського поселення.
Населення — 12 осіб (2010; 25 у 2002).
Національний склад (станом на 2002 рік):
- росіяни — 56 %
- мордва — 44 %

Старі назви — Пружанське Лісничество, Пружанське.